# Ungarns kvindefodboldlandshold
Ungarns kvindefodboldlandshold repræsenterer Ungarn i internationale fodboldturneringer for kvinder. Holdet styres af Ungarns fodboldforbund.

## Deltagelser ved VM i fodbold
| VM-slutrunder | VM-slutrunder     | VM-slutrunder | VM-slutrunder | VM-slutrunder | VM-slutrunder | VM-slutrunder | VM-slutrunder | VM-slutrunder | VM-slutrunder |
| År            | Resultat          | K             | V             | U*            | T             | M+            | M-            | MF            |               |
| ------------- | ----------------- | ------------- | ------------- | ------------- | ------------- | ------------- | ------------- | ------------- | ------------- |
| 1991          | Ikke kvalificeret | -             | -             | -             | -             | -             | -             | -             |               |
| 1995          | Ikke kvalificeret | -             | -             | -             | -             | -             | -             | -             |               |
| 1999          | Ikke kvalificeret | -             | -             | -             | -             | -             | -             | -             |               |
| 2003          | Ikke kvalificeret | -             | -             | -             | -             | -             | -             | -             |               |
| 2007          | Ikke kvalificeret | -             | -             | -             | -             | -             | -             | -             |               |
| 2011          | Ikke kvalificeret | -             | -             | -             | -             | -             | -             | -             |               |
| 2015          | Ikke kvalificeret | -             | -             | -             | -             | -             | -             | -             |               |
| Total         | 0/7               | -             | -             | -             | -             | -             | -             | -             |               |

*Uafgjort inkluderer knockout-kampe, som blev afgjort med straffesparkskonkurrence.

## Deltagelser ved EM i fodbold
| År   | Runde                                         | Position                                      | Kampe                                         | V                                             | U                                             | T                                             | M+                                            | M-                                            |
| ---- | --------------------------------------------- | --------------------------------------------- | --------------------------------------------- | --------------------------------------------- | --------------------------------------------- | --------------------------------------------- | --------------------------------------------- | --------------------------------------------- |
| 1984 | Deltog ikke                                   | Deltog ikke                                   | Deltog ikke                                   | Deltog ikke                                   | Deltog ikke                                   | Deltog ikke                                   | Deltog ikke                                   | Deltog ikke                                   |
| 1987 | Ikke kvalificeret                             | Ikke kvalificeret                             | Ikke kvalificeret                             | Ikke kvalificeret                             | Ikke kvalificeret                             | Ikke kvalificeret                             | Ikke kvalificeret                             | Ikke kvalificeret                             |
| 1989 | Ikke kvalificeret                             | Ikke kvalificeret                             | Ikke kvalificeret                             | Ikke kvalificeret                             | Ikke kvalificeret                             | Ikke kvalificeret                             | Ikke kvalificeret                             | Ikke kvalificeret                             |
| 1991 | Ikke kvalificeret (kvarterfinaler i EM-kval.) | Ikke kvalificeret (kvarterfinaler i EM-kval.) | Ikke kvalificeret (kvarterfinaler i EM-kval.) | Ikke kvalificeret (kvarterfinaler i EM-kval.) | Ikke kvalificeret (kvarterfinaler i EM-kval.) | Ikke kvalificeret (kvarterfinaler i EM-kval.) | Ikke kvalificeret (kvarterfinaler i EM-kval.) | Ikke kvalificeret (kvarterfinaler i EM-kval.) |
| 1993 | Ikke kvalificeret                             | Ikke kvalificeret                             | Ikke kvalificeret                             | Ikke kvalificeret                             | Ikke kvalificeret                             | Ikke kvalificeret                             | Ikke kvalificeret                             | Ikke kvalificeret                             |
| 1995 | Ikke kvalificeret                             | Ikke kvalificeret                             | Ikke kvalificeret                             | Ikke kvalificeret                             | Ikke kvalificeret                             | Ikke kvalificeret                             | Ikke kvalificeret                             | Ikke kvalificeret                             |
| 1997 | Ikke kvalificeret                             | Ikke kvalificeret                             | Ikke kvalificeret                             | Ikke kvalificeret                             | Ikke kvalificeret                             | Ikke kvalificeret                             | Ikke kvalificeret                             | Ikke kvalificeret                             |
| 2001 | Ikke kvalificeret                             | Ikke kvalificeret                             | Ikke kvalificeret                             | Ikke kvalificeret                             | Ikke kvalificeret                             | Ikke kvalificeret                             | Ikke kvalificeret                             | Ikke kvalificeret                             |
| 2005 | Ikke kvalificeret                             | Ikke kvalificeret                             | Ikke kvalificeret                             | Ikke kvalificeret                             | Ikke kvalificeret                             | Ikke kvalificeret                             | Ikke kvalificeret                             | Ikke kvalificeret                             |
| 2009 | Ikke kvalificeret                             | Ikke kvalificeret                             | Ikke kvalificeret                             | Ikke kvalificeret                             | Ikke kvalificeret                             | Ikke kvalificeret                             | Ikke kvalificeret                             | Ikke kvalificeret                             |
| 2013 | Ikke kvalificeret                             | Ikke kvalificeret                             | Ikke kvalificeret                             | Ikke kvalificeret                             | Ikke kvalificeret                             | Ikke kvalificeret                             | Ikke kvalificeret                             | Ikke kvalificeret                             |
| 2017 | Ikke kvalificeret                             | Ikke kvalificeret                             | Ikke kvalificeret                             | Ikke kvalificeret                             | Ikke kvalificeret                             | Ikke kvalificeret                             | Ikke kvalificeret                             | Ikke kvalificeret                             |

## Aktuel trup
- Følgende spillere blev indkaldt til Algarve Cup 2013[1]